# Cheick Oumar Diallo
Pour les articles homonymes, voir Diallo.
Cheick Oumar Diallo est un homme politique guinéen.
Il est le Ministre du Travail et des Lois sociales, nommé par décret présidentiel le 19 juin 2020